# Hakushaku to Yousei
Hakushaku to Yousei (яп. 伯爵と妖精 Хакусяку то ё:сэй, рус. «Граф и Фейри») — серия лайт-новел Мидзуэ Тани, опубликованных в Японии издательством «Shueisha». Романы печатались в журнале Cobalt с иллюстрациями Асако Такабоси.
Помимо книг, издательство опубликовало две Drama CD и начало публикацию манги в журнале Margaret. Она была на 24-м месте в списке самой продаваемой манги 2012 года в США. Аниме начало выходить с сентября 2008 года.

## Сюжет
Действие разворачивается в викторианской Англии, вокруг приключений 17-летней Лидии Карлтон, которую называют «фэйри-доктором», из-за её интереса к этим волшебным существам (фэйри — нечто вроде фей, только могут быть как женского, так и мужского пола). Её жизнь круто меняется после знакомства с Эдгаром Джей Си Эшенбертом, «легендарным графом Блу Найт» и его спутниками на пути в Лондон. Эдгар нанимает Лидию на службу, чтобы помочь ему обрести драгоценный меч, некогда принадлежавший предкам графа.

## Основные персонажи

### Фейри
- Нико (яп. ニコ) — фэйри в обличье кота. Способен делаться невидимым и умеет читать и писать на человеческом языке, может ходить на четырёх лапах или на двух, как человек; способен провести человека в мир фэйри. Нико любит спиртное и хороший чай, и чтобы с ним обращались как с джентльменом, а не как с котом

Сэйю: Хиро Юки.
- Келпи (яп. ケルピー) — один из самых противоречивых персонажей. Как фэйри предстает в обличье чёрного коня, в человеческом виде — привлекательный черноволосый, темноглазый юноша (вместо зрачков у него белые вихри); Келписпособен очищать воду и нейтрализовать действие ядов; его взгляд способен завораживать как мужчин, так и женщин, и он обладает сильной магией. Своенравен и достаточно жесток. В аниме упоминается, что Лидия запретила ему есть людей. Буквально одержим Лидией и мечтает, чтобы она пошла с ним в страну фэйри. И даже несмотря на то, что девушка выбрала Эдгара продолжал защищать её. Ненавидит Эдгара, но тем не менее признает его право любить Лидию. Не переносит печень в качестве пищи.

Сэйю: Такэхито Коясу.
- Банши (яп. ) — фэйри в обличье молодой девушки с пепельными волосами. Именно она — должна была признать графа, как истинного наследника. Банши плачет янтарными слезами, в которых отражается прошлое её хозяина. Если слеза Банши не сгорела, то хозяина ждёт скорая смерть.

Сэйю: Каори Надзука.

### Люди
- Лидия Карлтон (яп. リディア・カールトン) (17 лет) — любящая дочь, готова ради отца на всё. Независима, доброжелательна, обладает заниженной самооценкой. ЛидияНа самом деле Лидия фэйри-доктор, она способна видеть и общаться с волшебными существами, которых больше никто не замечает. Из-за этого её часто называли ненормальной и сумасшедшей. Только поступив на службу к Эдгару стала понимать насколько важна должность фэйри-доктора. Испытывает чувства к Эдгару и ревнует при упоминании имени Армин. Внешность: волосы цвета карамели, изумрудные глаза.

Сэйю — Нана Мидзуки.
- Эдгар Джей Си Эшенберт (яп. エドガー・J・C・アシェンバート) (старше 20 лет) — наследник герцогского титула; был рабом; потерял семью и хочет отомстить. Сам о себе говорит что он способен на «ложь и более правдивую ложь». ЭдгарВлюблён в Лидию и является её женихом. Впрочем помолвка была заключена фиктивная, чтобы огородить Лидию от Келпи (но настойчивого фэйри это не остановило). Готов был пожертвовать собой лишь бы Лидия и другие его слуги остались живы. По его словам, поэтому он и остался дворянином, когда был в рабстве. Внешность: пронзительно серые глаза, светлые волосы.

Сэйю — Хикару Мидорикава.
- Поль Ферман (яп. ポール・ファーマン) (~25 лет) — привлекательный шатен, творческая личность. Любит фэйри, ведь они вдохновляют его в творчестве, хотя он не способен их видеть. Его картины пользуются успехом, и многие признают его будущей знаменитостью.

Сэйю — Хироси Камия.
- Уилисс (яп. ユリシス) — центральный антагонист, способен видеть фэйри, как и Лидия; повелевает сверхъестественными существами типа псов-призраков. Внешность: светловолосый молодой человек.

Сэйю — Мамору Мияно.
- Рэйвен(Рейн) (яп. レイヴン) (18 лет) — сводный брат Армин, полуфейри; Обладает спрайтом убийцей, поэтому в прошлом был как — машина для убийств. По характеру очень тихий, абсолютно предан Эдгару. Внешность: зеленые глаза, иссиня-черные волосы, смуглый.

Сэйю — Томокадзу Сугита.

### Бывшие смертные
- Армин (яп. アーミン) — очень красивая женщина, первая любовь Эдгара; покончила с собой после вынужденного предательства любимого, возродилась в виде фэйри-селки. У неё остались воспоминания и чувства, так что помогла Эдгару и Лидии. Прислуживала Улиссу. Внешность: короткие черные волосы, бледная кожа.

Сэйю — Саяка Охара.

## Список серий
| №  | Заглавие                                                                                                | Трансляция          |
| -- | --- | ------------------- |
| 01 | Галантный мерзавец «Aitsu wa Yūga na Daiakudō» (あいつは優雅な大悪党)                                   | 29 сентября 2008 г. |
| 02 | Моя Фейри «Boku no Yōsei» (僕の妖精)                                                                    | 15 октября 2008 г.  |
| 03 | Остров Мерроу «Merrow no Shima» (メロウの島)                                                            | 22 октября 2008 г.  |
| 04 | Долг дворянина «Kizoku no Gimu» (貴族の義務)                                                            | 29 октября 2008 г.  |
| 05 | Жених королевы Фейри «Yōsei Joō no Hanamuko» (妖精女王の花婿)                                           | 5 ноября 2008 г.    |
| 06 | Белая луна, алая луна «Shiroi Yumi Akai Yumi» (白い弓 朱い弓)                                           | 12 ноября 2008 г.   |
| 07 | Будь благородным, когда делаешь предложение «Puropōzu wa o-Te Yawaraka ni» (プロポーズはお手やわらかに) | 19 ноября 2008 г.   |
| 08 | Поведай, о чём твои слёзы «Namida no Himitsu o Oshiete» (涙の秘密をおしえて)                            | 26 ноября 2008 г.   |
| 09 | Воспоминания Банши «Banshī no Kioku» (バンシーの記憶)                                                   | 3 декабря 2008 г.   |
| 10 | Времени осталось немного «Nokosareta Jikan» (残された時間)                                              | 10 декабря 2008 г.  |
| 11 | Два графа Блу Найт «Futari no Aokishi Hakushaku» (ふたりの青騎士伯爵)                                   | 17 декабря 2008 г.  |
| 12 | Граф и Фейри «Hakushaku to Yōsei» (伯爵と妖精)                                                          | 24 декабря 2008 г.  |